# Wyatt Smith (giocatore di football americano)
Wyatt Smith (McMinnville, ...) è un giocatore di football americano statunitense, che gioca come quarterback per i Graz Giants.